# Benthesicymus strabus
Benthesicymus strabus är en kräftdjursart som beskrevs av Martin D. Burkenroad 1936. Benthesicymus strabus ingår i släktet Benthesicymus och familjen Benthesicymidae. Inga underarter finns listade i Catalogue of Life.